# Brad Gilbert
Brad Gilbert (Oakland, California, 9 de agosto de 1961) es un entrenador de tenis, comentarista televisivo y extenista profesional estadounidense que llegó a alcanzar el número 4 del ranking de la ATP en 1990. En su carrera profesional conquistó 20 torneos ATP y alcanzó 20 finales del mismo circuito profesional. Asimismo consiguió la medalla de bronce en los Juegos Olímpicos de Seúl de 1988. También desarrolló su faceta como escritor y ha publicado títulos como Winning ugly (publicado en español como ¡Ganar! por Club House) o I've got your back, ambos sobre el mundo del tenis.

## Estilo de juego
En su libro Winning Ugly (publicado en español como ¡Ganar!) el propio Gilbert reconoce no haber tenido un estilo de juego que se caracterizase por gozar de ningún gran golpe. En uno de los capítulos narra cómo le describió uno de sus primeros entrenadores: "No tiene derecha, no tiene revés, no volea bien, tiene un servicio flojo... gana partidos." Consciente de estas carencias, la fortaleza mental se reveló como su gran virtud. Gilbert se convirtió en uno de los primeros jugadores en dominar el llamado "juego mental". Analizaba y tomaba notas de sus rivales y preparaba de forma concienzuda sus partidos. Su gran capacidad de concentración y análisis del juego le llevó a explotar las pocas debilidades de rivales muy superiores a él en el ranking y volverlas a su favor para derrotarlos. Así consiguió victorias contra la práctica totalidad de los grandes jugadores de su época: Boris Becker, Jimmy Connors, Michael Chang o John McEnroe, fueron algunos de los rivales que acabaron desesperados al no entender cómo podían perder con un jugador teóricamente más débil.

## Títulos (20)
| Legend (Singles)       |
| Grand Slam (0)         |
| Tennis Masters Cup (0) |
| ATP Masters Series (0) |
| ATP Tour (20)          |
| Challengers (0)        |
| Futures (0)            |

| Número | Data | Torneo                  | Superficie | Oponente en la final | Resultado          |
| 1.     | 1982 | Taipéi, Taiwán          | Carpet     | Craig Wittus         | 6–1, 6–4           |
| 2.     | 1984 | Columbus, U.S.          | Dura       | Hank Pfister         | 6–3, 3–6, 6–3      |
| 3.     | 1984 | Taipéi, Taiwán          | Carpet     | Wally Masur          | 6–3, 6–3           |
| 4.     | 1985 | Livingston, U.S.        | Dura       | Brian Teacher        | 7–6, 6–4           |
| 5.     | 1985 | Cleveland, U.S.         | Dura       | Brad Drewett         | 6–3, 6–2           |
| 6.     | 1985 | Tel Aviv, Israel        | Dura       | Amos Mansdorf        | 6–3, 6–2           |
| 7.     | 1986 | Memphis, U.S.           | Carpet     | Stefan Edberg        | 7–5, 7–6(3)        |
| 8.     | 1986 | Livingston, U.S.        | Dura       | Mike Leach           | 6–2, 6–2           |
| 9.     | 1986 | Tel Aviv, Israel        | Dura       | Aaron Krickstein     | 7–5, 6–2           |
| 10.    | 1986 | Vienna, Austria         | Dura (i)   | Karel Nováček        | 3–6, 6–3, 7–5, 6–0 |
| 11.    | 1987 | Scottsdale, U.S.        | Dura       | Eliot Teltscher      | 6–2, 6–2           |
| 12.    | 1988 | Tel Aviv, Israel        | Dura       | Aaron Krickstein     | 4–6, 7–6(5), 6–2   |
| 13.    | 1989 | Memphis, U.S.           | Dura (i)   | Johan Kriek          | 6–2, 6–2, ret.     |
| 14.    | 1989 | Stratton Mountain, U.S. | Dura       | Jim Pugh             | 7–5, 6–0           |
| 15.    | 1989 | Livingston, U.S.        | Dura       | Jason Stoltenberg    | 6–4, 6–4           |
| 16.    | 1989 | Cincinnati, U.S.        | Dura       | Stefan Edberg        | 6–4, 2–6, 7–6(5)   |
| 17.    | 1989 | San Francisco, U.S.     | Carpet     | Anders Järryd        | 7–5, 6–2           |
| 18.    | 1990 | Rotterdam, Netherlands  | Carpet     | Jonas Svensson       | 6–1, 6–3           |
| 19.    | 1990 | Orlando, U.S.           | Dura       | Christo van Rensburg | 6–2, 6–1           |
| 20.    | 1990 | Brisbane, Australia     | Dura       | Aaron Krickstein     | 6–3, 6–1           |

### Finales (20)
| Número | Data | Torneo                      | Superficie    | Oponente en la final | Resultado                  |
| 1.     | 1984 | San Francisco, U.S.         | Carpet        | John McEnroe         | 6–4, 6–4                   |
| 2.     | 1985 | Stuttgart Outdoor, Alemania | Tierra batida | Ivan Lendl           | 6–4, 6–0                   |
| 3.     | 1985 | Johannesburg, Sudáfrica     | Dura          | Matt Anger           | 6–4, 3–6, 6–3, 6–2         |
| 4.     | 1987 | Washington D. C., U.S.      | Dura          | Ivan Lendl           | 6–1, 6–0                   |
| 5.     | 1987 | Tel Aviv, Israel            | Dura          | Amos Mansdorf        | 3–6, 6–3, 6–4              |
| 6.     | 1987 | Paris Indoor, Francia       | Carpet        | Tim Mayotte          | 2–6, 6–3, 7–5, 6–7(5), 6–3 |
| 7.     | 1987 | Johannesburg, Sudáfrica     | Dura (i)      | Pat Cash             | 7–6(7), 4–6, 2–6, 6–0, 6–1 |
| 8.     | 1988 | Paris Indoor, Francia       | Carpet        | Amos Mansdorf        | 6–3, 6–2, 6–3              |
| 9.     | 1989 | Dallas WCT, U.S.            | Carpet        | John McEnroe         | 6–3, 6–3, 7–6(5)           |
| 10.    | 1989 | Washington D. C., U.S.      | Dura          | Tim Mayotte          | 3–6, 6–4, 7–5              |
| 11.    | 1989 | Orlando, U.S.               | Dura          | Andre Agassi         | 6–2, 6–1                   |
| 12.    | 1990 | Cincinnati, U.S.            | Dura          | Stefan Edberg        | 6–1, 6–1                   |
| 13.    | 1990 | Grand Slam Cup, Múnich      | Carpet        | Pete Sampras         | 6–3, 6–4, 6–2              |
| 14.    | 1991 | San Francisco, U.S.         | Carpet        | Darren Cahill        | 6–2, 3–6, 6–4              |
| 15.    | 1991 | Los Angeles, U.S.           | Dura          | Pete Sampras         | 6–2, 6–7(5), 6–3           |
| 16.    | 1991 | Sydney Indoor, Australia    | Dura (i)      | Stefan Edberg        | 6–2, 6–2, 6–2              |
| 17.    | 1992 | Scottsdale, U.S.            | Dura          | Stefano Pescosolido  | 6–0, 1–6, 6–4              |
| 18.    | 1993 | San Francisco, U.S.         | Dura (i)      | Andre Agassi         | 6–2, 6–7(4), 6–2           |
| 19.    | 1993 | Tokyo Outdoor, Japan        | Dura          | Pete Sampras         | 6–2, 6–2, 6–2              |
| 20.    | 1994 | Memphis, U.S.               | Dura (i)      | Todd Martin          | 6–4, 7–5                   |

## Entrenador de élite
Poco tiempo después de su retirada del tenis profesional Gilbert comenzó una exitosa carrera como entrenador. Durante ocho años entrenó a André Agassi que, bajo su tutela, alcanzó seis títulos de Grand Slam y el número 1 del ranking mundial. El propio Agassi definió el talento de Gilbert como entrenador con la siguiente frase: "Nadie hubiera podido hacer lo que Brad ha hecho por mi juego, porque nadie entiende el juego como él (...) tiene una comprensión absoluta del tenis: táctica, estrategia, dinámicas del juego y cómo aplicarlo todo para derrotar a cada jugador."
En 2003 comenzó a entrenar a Andy Roddick; en 2006 trabajó con Andy Murray. A partir de 2007 ha entrenado consecutivamente a Alex Bogdanovic, Kei Nishikori y Sam Querrey.

## Comentarista deportivo
Gilbert ha compaginado en los últimos años su trabajo como entrenador con su labor de comentarista para la cadena de televisión ESPN.